# Rothesay
Rothesay es la principal localidad de la isla de Bute, situada en el concejo de Argyll y Bute, en Escocia (Reino Unido), con una población estimada a mediados de 2016 de 4390 habitantes.
Se encuentra ubicada al oeste de Escocia, cerca de la costa del fiordo de Clyde (océano Atlántico) y de la ciudad de Lochgilphead —la capital del concejo— y al norte de Glasgow.